# 坎迪多·穆阿特特马·里瓦斯
坎迪多·穆阿特特马·里瓦斯（Cándido Muatetema Rivas，1960年2月10日—2014年6月16日） 赤道几内亚政治人物，2001年至2004年担任总理。
里瓦斯出生于卢巴附近南费尔南多波(今天的比奥科岛)的一个叫巴特特的村庄里。1991年11月到1991年8月他任国库总长，1993年12月到1993年1月在政府任青年和体育部长。他也是赤道几内亚民主党 (PDGE)青年组织“火炬”的共同创始人之一，1993年到1995年任该组织总协调员。后来成为民主党副总书记。
1996年6月到2001年2月，里瓦斯任人民代表院第二书记。他也是CEMAC的国际议会委员会成员之一，2000年4月到2001年2月任经济事务分会副会长。
2001年2月26日，里瓦斯被特奥多罗·奥比昂·恩圭马总统任命为总理，接替安赫尔·塞拉芬·塞里切·杜甘。他的政府在2月27日宣誓就职，奥比昂总统强调这一届政府需要显示团结和“凝聚力”。
里瓦斯及其政府在2004年6月11日辞职，奥比昂任命米格尔·阿维亚·比特奥·博里科在6月14日接替他。